# Patek Philippe Calibre 89
El Patek Philippe Calibre 89 es un reloj de bolsillo conmemorativo, creado en 1989 para celebrar el 150° aniversario de la compañía Patek Philippe. Declarado por la firma como "el reloj más complicado del mundo" en el momento de su creación, incluye 33 complicaciones, pesa 1,1 kg, exhibe 24 agujas y está formado por 1.728 componentes en total, incluidos un termómetro y una carta estelar.

## Historia
Antes del Calibre 89, el Patek Philippe Henry Graves Supercomplication (creado en 1933) había sido el reloj más complicado del mundo jamás ensamblado, con un total de 24 funciones diferentes.
El Patek Philippe Calibre 89 estaba hecho de oro de 18 quilates (75 %) o platino, con un valor estimado de 6 millones de dólares. Se necesitaron cinco años de investigación y desarrollo, y cuatro años de fabricación. Se produjeron cuatro relojes: uno en oro blanco, uno en oro amarillo, uno en oro rosa y otro en platino. El Calibre 89 de oro amarillo y el de oro blanco se vendieron en subasta por Antiquorum en 2009 y 2004, respectivamente, y ambos relojes se encontraban en 2018 entre los diez relojes más caros subastados, con precios finales superiores a los 5 millones de dólares. El de oro amarillo se subastó posteriormente en Sotheby's en 2017, pero no se vendió debido a las pujas por debajo del valor de salida esperado de 6,4 millones de dólares.
Aproximadamente 27 años después, el 17 de septiembre de 2015, Vacheron Constantin presentó el Referencia 57260, que se hizo con el título del "reloj más complicado del mundo", con un total de 57 complicaciones.

## Complicaciones (características)
- Gran sonería
- Pequeña sonería
- Repetidor de minutos de viaje (melodía de Westminster en 4 gongs)
- Alarma
- Día del mes
- Registrador de 12 horas
- Día de la semana
- Hora de un segundo huso horario
- Visualización de la fase lunar
- Indicador de posición de la corona de cuerda
- Visualización de siglo, década y año
- Indicador del año bisiesto
- Reserva de marcha
- Mes
- Termómetro
- Fecha de Pascua
- Hora del orto
- Ecuación del tiempo
- Carta estelar
- Manecilla del sol
- Hora del ocaso
- Cronógrafo doble

## Especificaciones
- Diámetro total 89 mm
- Grosor total 41 mm
- Peso total 1100 gramos